# Amoret
La ville d’Amoret est située dans le comté de Bates, dans l’État du Missouri, aux États-Unis. Sa population s’élevait à 190 habitants lors du recensement de 2010, estimée à 184 habitants en 2016.

## Histoire
Amoret a été établie en 1890, et peut-être nommée d’après les Amorrites bibliques. Un bureau de poste du nom d’Amoret a ouvert en 1885.

## Source
- (en) Cet article est partiellement ou en totalité issu de l’article de Wikipédia en anglais intitulé « Amoret, Missouri » (voir la liste des auteurs).

1. ↑  « Bates County Place Names, 1928-1945 (archived) » [archive du 24 juin 2016], The State Historical Society of Missouri (consulté le 1er septembre 2016).
2. ↑  « Post Offices » [archive du 6 mars 2016], Jim Forte Postal History (consulté le 1er septembre 2016).